# Toretocnemidae
Los toretocnémidos (Toretocnemidae) fueron una familia de ictiosaurios que vivieron en el período Triásico Superior. Actualmente se conocen dos géneros, el Toretocnemus encontrado en California, Estados Unidos que fue nombrado por Merriam en 1903. Este género se caracteriza por sus vértebras torácicas siendo más bien acortadas a comparación de otros ictiosaurios. Más adelante se encontró al ictiosaurio chino Qianichthyosaurus con el que comparte sinapomorfias en el tipo de vértebras, principalmente las altas espinas neurales y las hemapófisis de las vértebras caudales, además de las falanges de las aletas en forma de reloj de arena.
Maisch y Matzke en 2000 definieron la situación de varios ictiosaurios basales y hallaron que estos dos géneros formaban una familia, caracterizada por tres sinapomorfias: articulación bicipital de las costillas torácicas, aleta delantera con dígitos adicionales al cuarto dedo y fémur al mismo nivel que la tibia. Previamente algunos expertos han sugerido que los miembros  de esta familia podría ser parte de los shastasáuridos, o bien son parientes suyos siendo un clado en la base de los ictiosaurios avanzados, un clado denominado como Longipinnati. Finalmente, se ha sugerido que estén relacionados con los mixosáuridos.